# Cultura e Imperialismo
Cultura e Imperialismo é uma coleção de ensaios publicada em 1993 por Edward Said cuja temática é a conexão entre imperialismo e cultura nos séculos XVIII, XIX e XX. Os ensaios expandem os argumentos de Orientalismo para descrever padrões de relação entre o mundo moderno ocidental e seus territórios coloniais.
Said mostra o impacto da cultura mainstream, sobretudo de escritores britânicos dos séculos XIX e XX (Jane Austen e Rudyard Kipling) em relação ao colonialismo e imperialismo, e como o imperialismo, o anti-imperialismo e a descolonização influenciaram os romances ingleses e franceses.